# Flines-lès-Mortagne
Flines-lès-Mortagne település Franciaországban, Nord megyében. Lakosainak száma 1667 fő (2022. január 1.). Flines-lès-Mortagne Maubray, Bruille-Saint-Amand, Château-l’Abbaye, Hergnies, Mortagne-du-Nord, Callenelle, Wiers, Laplaigne, Péronnes-lez-Antoing, Péruwelz, Brunehaut és Antoing községekkel határos.

## Népesség
A település népességének változása:
| Lakosok száma | 1665 | 1664 | 1684 | 1646 | 1646 | 1635 | 1630 | 1649 | 1667 |
|               | 2013 | 2015 | 2016 | 2017 | 2018 | 2019 | 2020 | 2021 | 2022 |